# Fernando Filoni
(Papa Giovanni Paolo II, il 19 marzo 2001, in occasione della sua ordinazione episcopale)
Fernando Filoni (Manduria, 15 aprile 1946) è un cardinale e arcivescovo cattolico italiano, dall'8 dicembre 2019 gran maestro dell'Ordine equestre del Santo Sepolcro di Gerusalemme.

## Biografia
Nasce a Manduria, in provincia di Taranto e diocesi di Oria, il 15 aprile 1946, da Salvatore e Severina Baglivo, originari di Galatone, in provincia di Lecce e diocesi di Nardò-Gallipoli, ma trasferitisi a causa dell'attività lavorativa del padre.

### Formazione e ministero sacerdotale
Frequenta le scuole medie a Galatone e gli studi ginnasiali presso il seminario vescovile di Nardò, quelli filosofici nel Pontificio Seminario Regionale Pugliese "Pio XI" di Molfetta, conduce gli studi teologici a Viterbo.
Il 3 luglio 1970 è ordinato presbitero, nella collegiata dell'Assunta di Galatone, dal vescovo Antonio Rosario Mennonna.
Dopo l'ordinazione frequenta la Pontificia Università Lateranense a Roma, dove ottiene la laurea in diritto canonico, e l'Università "La Sapienza", dove ottiene la laurea in filosofia. Presso l'allora Università "Pro Deo" consegue il diploma in scienze e tecniche dell'opinione pubblica, specializzandosi in giornalismo. Per nove anni è vicario parrocchiale a San Tito ed insegna presso i licei classici "Vivona" e "Socrate".
Terminati gli studi, il cardinale Ugo Poletti gli propone di entrare nella Pontificia accademia ecclesiastica; nel frattempo è nominato canonico della collegiata di Galatone. Il 3 aprile 1981 entra nel servizio diplomatico della Santa Sede e viene inviato nello Sri Lanka. Trasferito in Iran nel 1983, dal 1985 si occupa delle organizzazioni internazionali presso la Segreteria di Stato della Santa Sede. Dal 1989 al 1992 è in Brasile, in seguito è inviato ufficialmente nelle Filippine, ma in realtà opera a Hong Kong, dove la Santa Sede aveva aperto una missione di studio per i rapporti con la Cina.
Conosce l'inglese, il francese, lo spagnolo e il portoghese.

### Ministero episcopale e cardinalato

#### Nunzio apostolico in Giordania ed Iraq

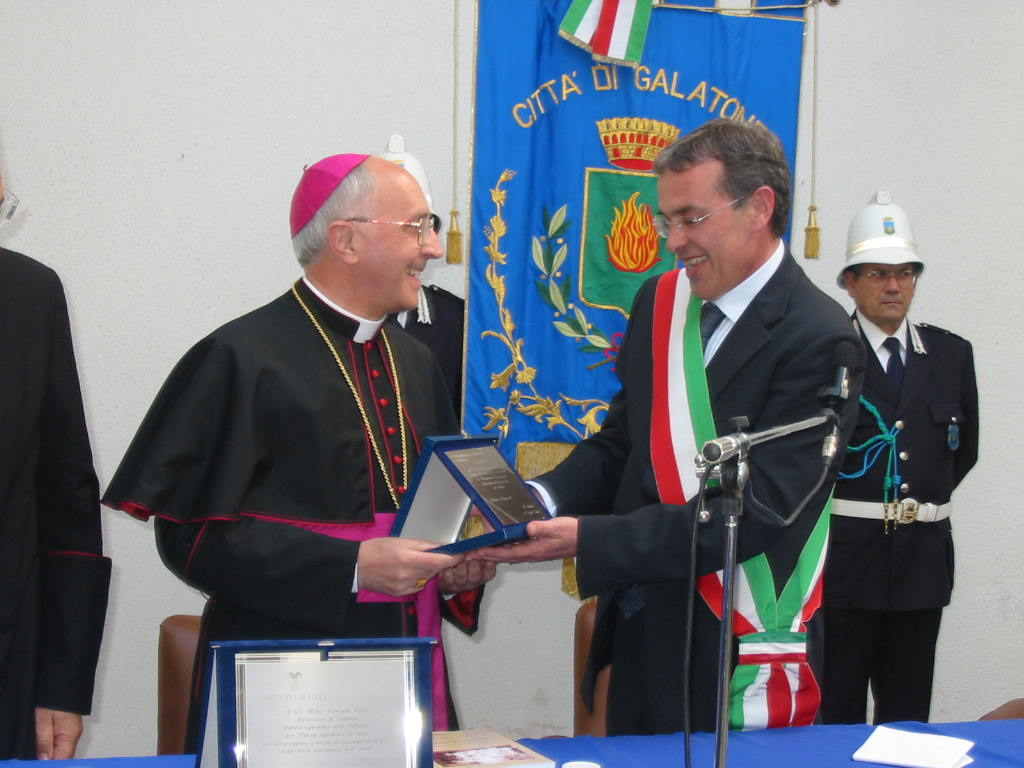
Mons. Filoni riceve la cittadinanza onoraria del comune di Galatone.

Il 17 gennaio 2001 papa Giovanni Paolo II lo nomina arcivescovo titolare di Volturno e nunzio apostolico in Giordania ed Iraq; succede a Giuseppe Lazzarotto, precedentemente nominato nunzio apostolico in Irlanda. Il 19 marzo successivo riceve l'ordinazione episcopale, nella basilica di San Pietro in Vaticano, per imposizione delle mani dello stesso pontefice, co-consacranti i cardinali Angelo Sodano e Giovanni Battista Re.
Durante la guerra in Iraq non abbandona il paese dilaniato dalle bombe, affrontando quotidiani rischi personali; testimonia più volte la vicinanza della Chiesa cattolica alle popolazioni martoriate e in maniera critica il dissenso di papa Giovanni Paolo II nei confronti delle potenze belligeranti.

#### Nunzio apostolico nelle Filippine
Il 25 febbraio 2006 papa Benedetto XVI lo trasferisce alla nunziatura apostolica nelle Filippine; succede ad Antonio Franco, precedentemente nominato nunzio apostolico in Israele e a Cipro e delegato apostolico a Gerusalemme e in Palestina.

#### Sostituto per gli affari generali della Segreteria di Stato
Il 9 giugno 2007 è nominato sostituto per gli affari generali della Segreteria di Stato della Santa Sede da papa Benedetto XVI; succede a Leonardo Sandri, nominato prefetto della Congregazione per le Chiese orientali.

#### Prefetto della Congregazione per l'evangelizzazione dei popoli
Il 10 maggio 2011 papa Benedetto XVI lo nomina prefetto della Congregazione per l'evangelizzazione dei popoli; succede al cardinale Ivan Dias, dimessosi per raggiunti limiti di età. Ricoprendo questo incarico, è inoltre gran cancelliere della Pontificia università urbaniana e presidente della Commissione interdicasteriale per i religiosi consacrati.
Nel concistoro del 18 febbraio 2012 papa Benedetto XVI lo crea cardinale diacono di Nostra Signora di Coromoto in San Giovanni di Dio; il 26 febbraio successivo prende possesso della diaconia.
Il 12 e il 13 marzo partecipa come cardinale elettore al conclave del 2013, che porta all'elezione di papa Francesco.
Nel 2014 è inviato da papa Francesco in Iraq, a causa della grave situazione venutasi a creare a seguito della proclamazione dello Stato Islamico dell'Iraq e del Levante specie per le popolazioni cristiane che vivono nella regione.
Il 26 giugno 2018 lo stesso papa Francesco, derogando ai canoni 350 §§ 1-2 e 352 §§ 2-3 del Codice di diritto canonico, lo eleva all'ordine dei cardinali vescovi, con effetto dal 28 giugno successivo.

#### Gran maestro dell'Ordine equestre del Santo Sepolcro di Gerusalemme
L'8 dicembre 2019 papa Francesco lo nomina gran maestro dell'Ordine equestre del Santo Sepolcro di Gerusalemme; succede al cardinale Edwin Frederick O'Brien, dimessosi per raggiunti limiti d'età.
Il 9 luglio 2021, riceve la XIX edizione del Premio Internazionale Bonifacio VIII "per una cultura della Pace", indetto dall'Accademia Bonifaciana di Anagni (FR), su proposta del Rettore Presidente Sante De Angelis e del Presidente del Comitato Scientifico mons. Enrico dal Covolo.
Il 7 e 8 maggio 2025 ha partecipato come cardinale elettore al conclave che ha portato all'elezione di papa Leone XIV.
È membro della Congregazione per la dottrina della fede, della Congregazione per le Chiese orientali, della Congregazione delle cause dei santi, della Congregazione per l'educazione cattolica, della Congregazione per gli istituti di vita consacrata e le società di vita apostolica, del Pontificio consiglio per i testi legislativi e del Pontificio consiglio per il dialogo interreligioso.

## Genealogia episcopale e successione apostolica
La genealogia episcopale è:
- Cardinale Scipione Rebiba
- Cardinale Giulio Antonio Santori
- Cardinale Girolamo Bernerio, O.P.
- Arcivescovo Galeazzo Sanvitale
- Cardinale Ludovico Ludovisi
- Cardinale Luigi Caetani
- Cardinale Ulderico Carpegna
- Cardinale Paluzzo Paluzzi Altieri degli Albertoni
- Papa Benedetto XIII
- Papa Benedetto XIV
- Papa Clemente XIII
- Cardinale Enrico Benedetto Stuart
- Papa Leone XII
- Cardinale Chiarissimo Falconieri Mellini
- Cardinale Camillo Di Pietro
- Cardinale Mieczysław Halka Ledóchowski
- Cardinale Jan Maurycy Paweł Puzyna de Kosielsko
- Arcivescovo Józef Bilczewski
- Arcivescovo Bolesław Twardowski
- Arcivescovo Eugeniusz Baziak
- Papa Giovanni Paolo II
- Cardinale Fernando Filoni

La successione apostolica è:
- Arcivescovo Ricardo Lingan Baccay (2007)
- Cardinale Dieudonné Nzapalainga, C.S.Sp. (2012)
- Vescovo Dennis Kofi Agbenyadzi, S.M.A. (2012)
- Vescovo Nestor-Désiré Nongo-Aziagbia, S.M.A. (2012)
- Vescovo Cyr-Nestor Yapaupa (2012)
- Arcivescovo Joseph Arshad (2013)
- Vescovo Raúl Alfonso Carrillo Martínez (2016)
- Vescovo Jaime Uriel Sanabria Arias (2016)
- Vescovo Calixto Paulino Esono Abaga Obono (2017)
- Vescovo Juan Domingo-Beka Esono Ayang, C.M.F. (2017)
- Vescovo Miguel Angel Nguema Bee, S.D.B. (2017)
- Arcivescovo Tadeusz Wojda, S.A.C. (2017)
- Arcivescovo Giovanni Pietro Dal Toso (2017)

## Pubblicazioni
- Dio e l'alterità nel pensiero di Emmanuel Levinas (1979),
- La morale come filosofia della vita in Socrate (1981),
- Dalla Diocesi di Babilonia dei Latini e Delegazione Apostolica di Mesopotamia, Kurdistan e Armenia Minore alla Nunziatura Apostolica in Iraq, pubblicato dalla Libreria Editrice Vaticana (2006);
- La Chiesa nella terra d'Abramo. Dalla diocesi di Babilonia dei latini alla nunziatura apostolica in Iraq, pubblicato dalla Bur Biblioteca Univ. Rizzoli (SAGGI) (2008);
- La Chiesa in Iraq – Storia, sviluppo e missione, dagli inizi ai nostri giorni, pubblicato dalla Libreria Editrice Vaticana. (2015).